# 傑米揚基夫齊
48°53′32″N 26°55′13″E / 48.89222°N 26.92028°E
傑米揚基夫齊（烏克蘭語：Дем'я́нківці）是位於烏克蘭西部赫梅利尼茨基州裏卡緬涅茨-波多利斯基區的杜納伊夫齊市鎮的村莊，面積1.62平方公里，海拔高度259米，2001年人口521，人口密度每平方公里321.6人。